# Joe contro il vulcano
Joe contro il vulcano (Joe Versus the Volcano) è un film del 1990 scritto e diretto da John Patrick Shanley e interpretato da Tom Hanks e Meg Ryan.

## Trama
Joe Banks è un uomo qualunque oppresso che vive a Staten Island, e che lavora come impiegato in una squallida fabbrica per un capo sgradevole ed esigente, Frank Waturi. Senza gioia, svogliato e malato cronico, Banks visita regolarmente medici che non trovano nulla di sbagliato in lui. Alla fine, il dottor Ellison diagnostica una malattia incurabile chiamata "nuvola cerebrale", che non presenta sintomi, ma lo ucciderà entro cinque o sei mesi. Ellison dice che i sintomi che ha riscontrato sono in realtà di natura psicosomatica, causati da un trauma nel suo precedente lavoro come pompiere. Ellison gli consiglia: "Ti resta un po' di vita... vivila bene". Joe sgrida il suo capo, lascia il lavoro e chiede all'ex collega DeDe di uscire con lui. Il loro appuntamento è un successo, ma quando Joe dice a DeDe che sta morendo, lei gli dice che non può affrontare la rivelazione e se ne va.
Il giorno successivo, un ricco industriale di nome Samuel Graynamore fa a Joe una proposta inaspettata. Graynamore ha bisogno del "bubaru", un minerale essenziale per la produzione dei superconduttori. Ci sono depositi sulla minuscola isola dell'Oceano Pacifico di Waponi Woo, ma i Waponis residenti gli permetteranno di estrarlo solo se risolverà loro un problema. Credono che il dio del fuoco del vulcano sulla loro isola debba essere placato con un sacrificio umano volontario una volta ogni secolo, ma nessuno di loro è disposto a offrirsi volontario questa volta. Graynamore si offre di pagare per tutto ciò che Joe vuole per godersi i suoi ultimi giorni, a patto che salti nel vulcano entro 20 giorni. Non avendo nulla da perdere, Joe accetta.
Joe trascorre un giorno e una notte in città a New York, dove chiede consigli su tutto, dallo stile al vivere la vita al massimo, al suo autista, Marshall. Acquista anche quattro bauli di alta qualità da un venditore di bagagli fanaticamente dedicato.
Joe poi vola a Los Angeles, dove incontra una delle figlie di Graynamore, Angelica, una volubile persona mondana. La mattina dopo, Angelica porta Joe sullo yacht di suo padre, il Tweedledee. Il capitano è la sua sorellastra Patricia. Patricia ha accettato con riluttanza di portare Joe a Waponi Woo; Graynamore ha promesso di darle lo yacht in cambio.
Dopo un inizio imbarazzante, Joe e Patricia iniziano a legare. Poi si imbattono in un tifone. Patricia perde i sensi e viene gettata in mare. Dopo che Joe è intervenuto per salvarla, un fulmine colpisce, affondando lo yacht. Joe è in grado di costruire una zattera legando insieme i suoi bauli. Patricia non riprende conoscenza per diversi giorni. Joe le distribuisce la piccola scorta di acqua fresca, mentre gradualmente delira per la sete. Sperimenta una rivelazione durante il suo delirio e ringrazia Dio per la sua vita. Quando Patricia finalmente si sveglia, è profondamente toccata dal sacrificio di Joe. Poi scoprono di essere fortunatamente arrivati alla loro destinazione.
I Waponi offrono loro una grande festa. Il loro leader, il capo Tobi, chiede un'ultima volta se qualcun altro si offrirà volontario, ma non ci sono volontari e Joe si dirige al vulcano. Patricia cerca di fermarlo, dichiarandogli il suo amore. Ammette che anche lui la ama, "ma il momento fa schifo". Patricia convince Joe a farli sposare dal capo.
Successivamente, Patricia rifiuta di separarsi dal suo nuovo marito. Quando Joe non riesce a dissuaderla, saltano insieme, ma in quel momento il vulcano erutta, spingendoli nell'oceano. L'isola affonda, ma Joe e Patricia atterrano vicino ai fidati bauli a vapore di Joe. Dapprima estasiato dalla loro miracolosa salvezza, Joe racconta a Patricia della sua fatale nube cerebrale. Questa riconosce il nome del medico di Joe come quello dell'amico di suo padre e si rende conto che Joe è stato incastrato. Non sta morendo e potranno vivere felici e contenti.

## Cast
- Tom Hanks nel ruolo di Joe Banks
- Meg Ryan nel ruolo di DeDe/Angelica/Patricia Graynamore
- Lloyd Bridges nel ruolo di Samuel Harvey Graynamore
- Robert Stack nel ruolo del Dr. Ellison
- Abe Vigoda nel ruolo di Tobi: Capo della Waponis
- Dan Hedaya nel ruolo di Mr. Waturi
- Barry McGovern nel ruolo del venditore di valigie
- Amanda Plummer nel ruolo di Dagmar
- Ossie Davis nel ruolo di Marshall
- Nathan Lane nel ruolo di Baw e quello del capo dei Waponi
- Carol Kane, stranamente inserita nei credits come Lisa LeBlanc, nel ruolo della parrucchiera

## Accoglienza
Su Rotten Tomatoes, il film ha una percentuale di voti favorevoli del 66% su 38 recensioni, con una valutazione media di 6,2/10. Il giudizio della critico del sito web recita: "Joe contro il vulcano esplode con un sacco di energia stravagante e osservazioni ponderate sul vivere al massimo, ma la sua ambizione esistenziale potrebbe rivelarsi troppo sciocca per alcuni tipi di pubblico." Su Metacritic, il film ha un punteggio medio ponderato di 45 su 100, basato su 18 utenti, indicando "recensioni contrastanti o medie". 
Il pubblico intervistato da CinemaScore ha assegnato al film un voto "C+" su una scala da A a F.
Il critico Roger Ebert ha descritto il film come "nuovo e fresco e non timido nel correre rischi".

## Colonna sonora
La colonna sonora, composta da Georges Delerue, non è stata pubblicata nel 1990, anno in cui è stato proiettato il film al cinema. A causa del forte seguito di Delerue, una sottoetichetta di Varèse Sarabande ha pubblicato un CD nel 2002 (con tiratura limitata a 3000 copie), e di nuovo nel 2016 (con alcune canzoni extra, questa volta con tiratura limitata a 2000 copie).
Shanley ha scritto due canzoni per il film, "Marooned Without You" e "The Cowboy Song", la prima usata tematicamente ovunque e la seconda eseguita da Hanks all'ukulele.
La versione di Eric Burdon di "Sixteen Tons" di Merle Travis è stata utilizzata all'inizio del film. Dopo che Joe lascia lo studio del medico, viene riprodotta una versione modificata della versione di Ray Charles di "Ol' Man River". "Mas que nada" di Sergio Mendes & Brazil '66 accompagna Joe mentre è in giro per New York City. Una versione spagnola di "On The Street Where You Live" viene cantata mentre Joe è al suo appuntamento con DeDe. La versione di Elvis Presley di "Blue Moon" suona mentre Joe trascorre la sua ultima notte prima di partire per il suo viaggio. Durante la gita in barca, la versione dei Young Rascals di "Good Lovin", i Del-Vikings "Come Go with Me", e si sente la versione di The Ink Spots di "I Cover the Waterfront". La musica tribale Waponi include le melodie "When Johnny Comes Marching Home" e "Hava Nagila".

## Home media
Il film è stato distribuito per la prima volta in home video alla fine del 1990 e successivamente è stato distribuito in DVD da Warner nell'aprile 2002. Il Blu-ray prodotto su richiesta è stato distribuito tramite la Warner Archive Collection il 20 giugno 2017 e ha ricevuto recensioni positive per la qualità.

## Opere correlate
Nel 2012, Il Lambs Players Theatre di San Diego ha presentato la prima mondiale di un musical basato sul film. Diretto da Robert Smyth, conteneva un libro, musica e testi di Scott Hafso e Darcy Phillips, con la direzione musicale di Jon Lorenz e arrangiamenti musicali aggiuntivi di Taylor Peckham.